# Leif Sandahl
Leif Sivert Sandahl, född 14 juni 1932 i Västerås, är en svensk arkitekt.
Sandahl, som var son till folkskollärare Sivert Sandahl och Inez Ericsson, avlade studentexamen 1951 och utexaminerades som arkitekt från Kungliga Tekniska högskolan 1958. Han anställdes hos arkitekt Åke Östin i Stockholm 1958, där han var ansvarig för bostadsområdet Ör i Sundbyberg och blev biträdande stadsarkitekt i Sundbybergs stad 1961. Han har skrivit artiklar i "Teknisk Tidskrift".